# Кинески национални конгресни центар
Кинески национални конгресни центар (China National Convention Center) раније познат као Олимпијски зелени конгресни центар (Olympic Green Convention Center) (поједностављен кинески језик: 国家会议中心; традиционални кинески језик: 國家會議中心; пињин: Guójiā Huìyì Zhōngxīn) је конгресни центар који се налази у Олимпијском зеленилу у Пекингу. 

## Историјат
Дизајнирао га је RMJM и првобитно је коришћен за Летње олимпијске и параолимпијске игре 2008. Простире се на површини од 270.000 квадратних метара. Била је то једна од четири главне зграде Олимпијског зеленила.
Конгресни центар је служио као место за такмичење у мачевању, као и дјелови гађања и мачевања у дисциплинама модерног петобоја на Летњим олимпијским играма 2008. године и боћању и мачевању у инвалидским колицима на Летњим параолимпијским играма 2008. године. 
На овом месту се налазио Међународни радиодифузни центар. и поново ће се користити за Зимске олимпијске игре 2022. године.

## Транспорт
Најближа станица метроа је станица Аолинпике Гонгиуан (Олимпијски парк) (излаз Е) на линији 8 и линији 15 пекиншког метроа.